# Jussi Lehtonen

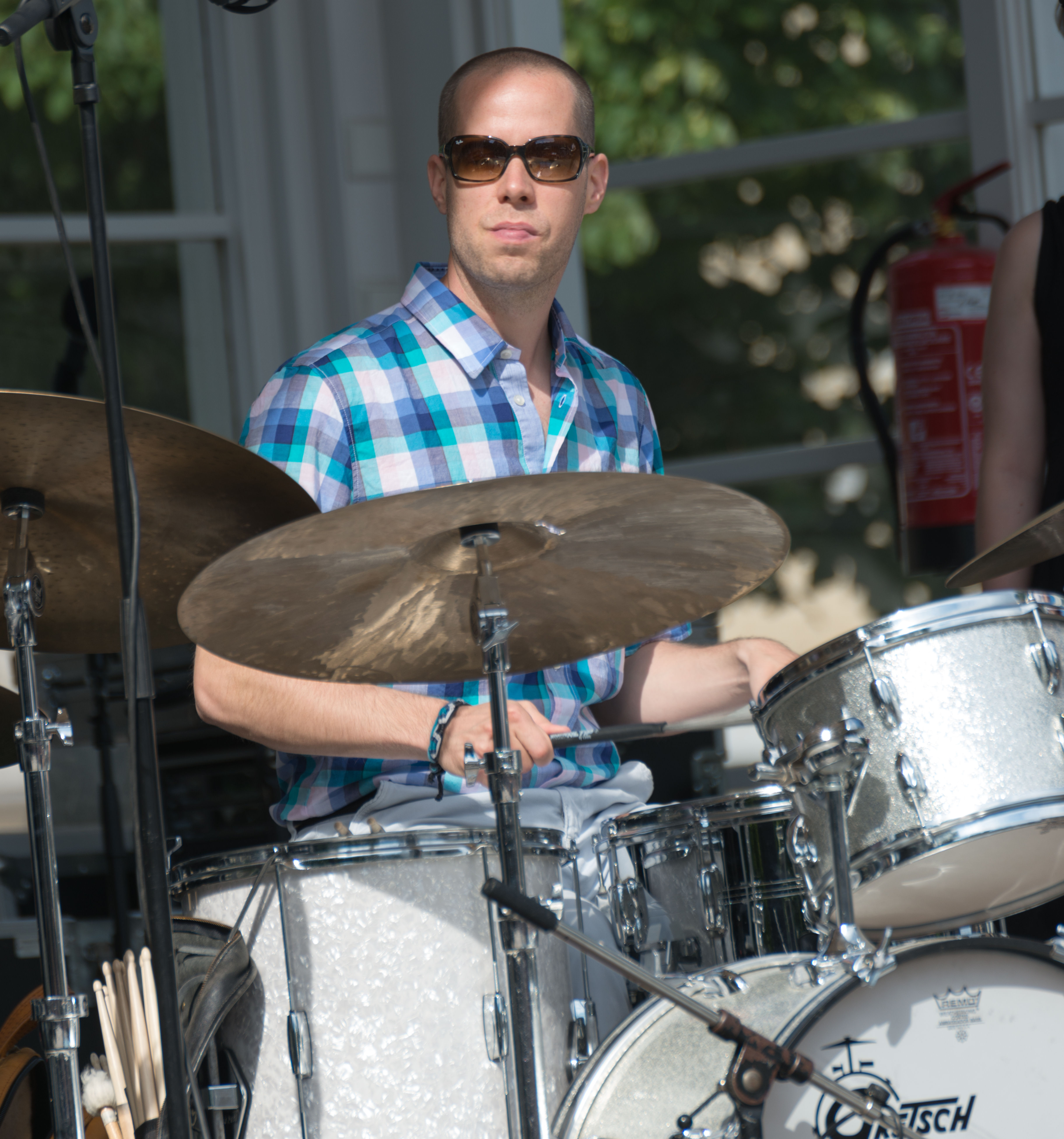
Jussi Lehtonen (2012)

Jussi Lehtonen (* 14. Januar 1977 in Tampere) ist finnischer Jazzmusiker (Schlagzeug, Komposition).

## Leben und Wirken
Lehtonen, der in Helsinki an der Sibelius-Akademie studierte, war seit 2001 bei der finnischen Gruppe U-Street All Stars tätig, mit der er zwei Blue-Note-Alben aufnahm.  Weiter gründete er das Projekt  In the Spirit of Jaco Pastorius und hat seit 2009 drei Alben unter seinem eigenen Namen veröffentlicht. Gemeinsam mit Aki Rissanen leitet er ein Quartett, dem Dave Liebman angehört.
Lehtonen hat mit Tim Hagans, Randy Brecker, Marc Bernstein und Jukkis Uotila intensiv zusammengearbeitet. Zudem ist er auf Alben von Teemu Viinikainen, Eero Koivistoinen, Gustav Lundgren, Mirja Mäkelä oder Jussi Lampela zu hören. Auch ist er mit dem UMO Jazz Orchestra, Tim Hagans, Randy Brecker, Wayne Krantz, Palle Danielsson, Rick Margitza, Scott Kinsey, dem Stockholm Jazz Orchestra und  der Norrbotten Big Band aufgetreten.
Lehtonen lehrt Jazzrhythmus und Schlagzeug an der Sibelius-Akademie.

## Diskographische Hinweise
- Firstborn (Texicalli Records 2009, mit  Joonatan Rautio, Tim Hagans, Aki Rissanen, Teemu Viinikainen, Ville Huolman, Abdissa Assefa)
- This Time (Prophone 2012, mit Mikko Helevä, Joonatan Rautio, Jesse van Ruller)
- Aki Rissanen / Jussi Lehtonen Quartet with Dave Liebman (Ozella Music, Saksa 2014; mit Jori Huhtala)